# Titan Spezialfahrzeuge

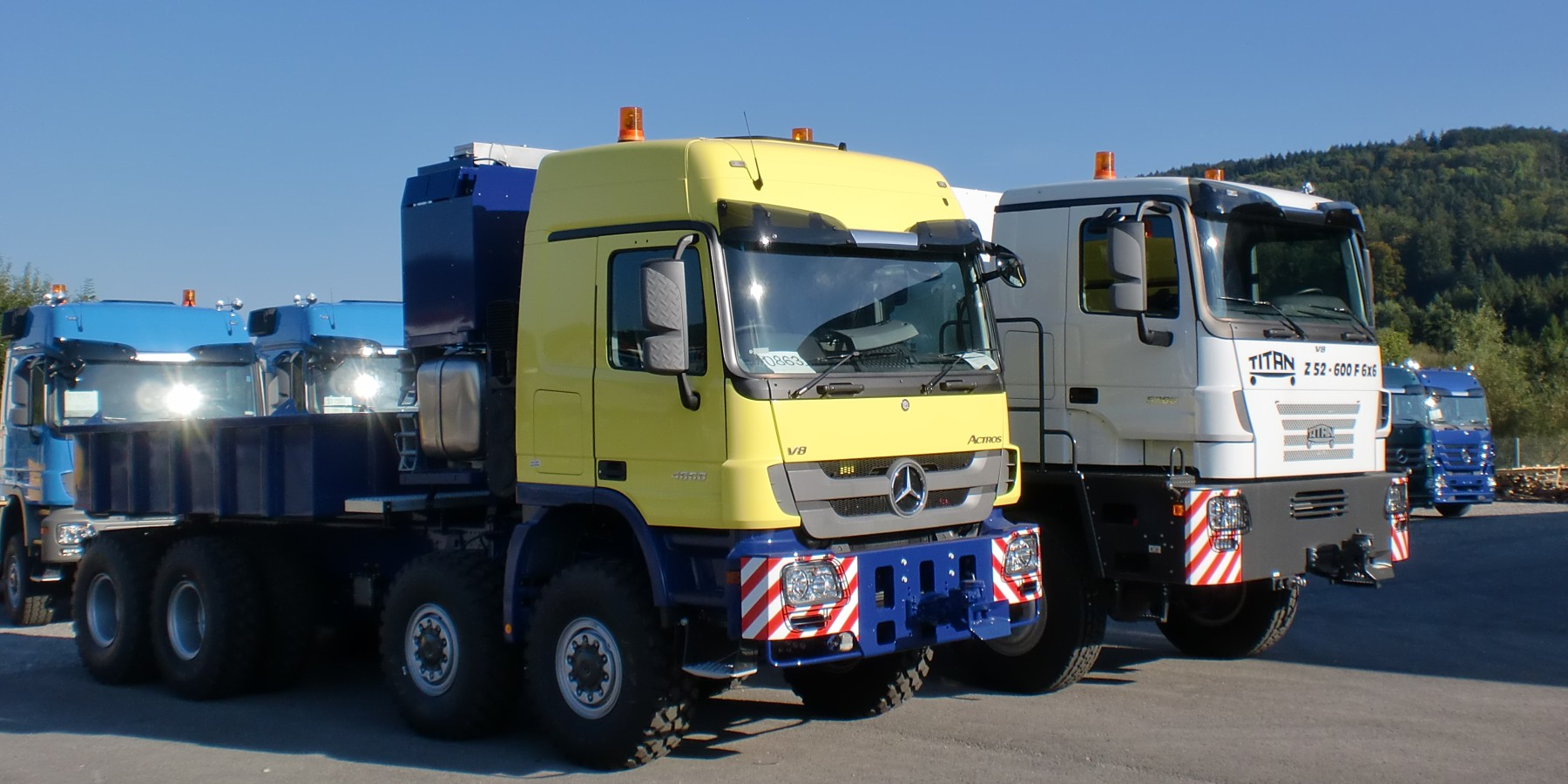
Mercedes-Benz Actros 4860 SLT 8x8 (gelb/blau, Rechtslenker der Lackierung zufolge für Vanguard Rigging Ltd. in Cleveland, Südafrika), Titan Z52-600 F 6x6 (weiß)

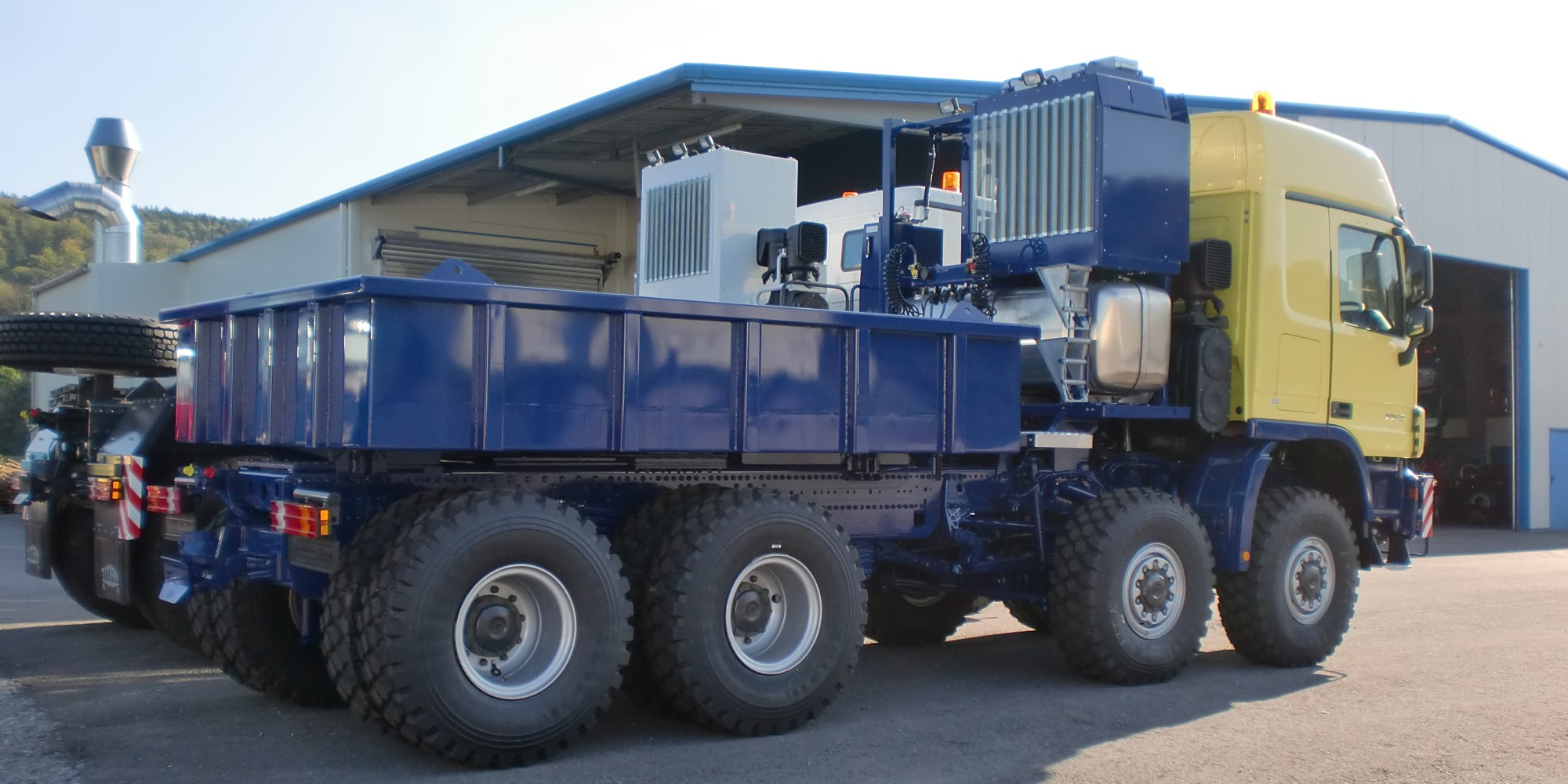
Schwerlasttürme mit Kraftstofftank und Getriebeölkühler (dieselben Fahrzeuge wie oben)

Die Titan Spezialfahrzeuge GmbH ist ein Hersteller von Schwerlastfahrzeugen und Sonderfahrzeugen. Das Unternehmen mit rund 60 Mitarbeitern hatte seit 1994 seinen Sitz in Backnang, dieser wurde im September 2011 an den Produktionsstandort Sulzbach an der Murr verlegt.

## Vorgeschichte
Das Unternehmen wurde 1971 als „Titan Stahl- und Gerätebau GmbH“ gegründet und beim Amtsgericht Freiburg im Breisgau, Registergericht, unter HRB 480025 eingetragen, seinen Sitz nahm es in Appenweier. Gründungsväter waren Dr. Ulrich Herion und Dipl.  Ing. Karl Gantzert. Zunächst wurden Fahrgestelle für Mobilkrane und komplette  Knicklenker-Tieflader für den Braunkohlentagebau gebaut. 1977 kam der Bau von Schwerlastzugmaschinen hinzu, das Unternehmen firmierte ab jetzt unter dem Namen „Titan Stahl- und Gerätebau GmbH Spezialfahrzeuge KG“, eingetragen beim Amtsgericht Freiburg im Breisgau, Registergericht unter HRB 480149, mit Sitz in Berghaupten. Die Firmenbezeichnungen wie auch ihre Inhaber wechselten in der Folgezeit häufiger. Seit den 1990er Jahren gehörte die Firma zum Unternehmen Küpper-Weisser GmbH in Bräunlingen, bevor sie 1994 ihren Namen in „TITAN Spezialfahrzeugbau GmbH“ änderte und ihren Sitz nach Backnang verlegte.

## Produktion
Das Unternehmen fertigt für die Daimler AG bzw. Mercedes-Benz-Lkw (Mercedes-Benz Custom Tailored Trucks) die Schwerlastzugmaschinen-Variante SLT des Mercedes-Benz Actros, meist auf Basis des schwersten Fahrgestells mit dem jeweils stärksten Serienmotor, derzeit dem OM 502 LA in V8-Bauweise. Typenbezeichnungen wie 4860 oder 4165 weisen dabei nach dem bei Mercedes-LKW üblichen Schlüssel auf eine zulässige Gesamtmasse von 48 Tonnen (Export) bzw. 41 Tonnen und eine Motorleistung von ca. 600 bzw. 650 PS hin. Normalerweise wurde bisher eine Wandlerschaltkupplung (WSK 440 von ZF Friedrichshafen mit bis zu 2700 Nm Eingangs-Drehmoment) eingebaut, da normale Kupplungen durch den bei Schwertransporten, auf Baustellen usw. üblichen Kriechbetrieb überlastet werden. Der Drehmomentwandler erlaubt das Anfahren mit hohen Anhängelasten (bis 250 Tonnen pro Zugmaschine), wobei die dabei entstehende Abwärme mittels eines großen Getriebeölkühlers hinter dem Führerhaus abgeführt wird.
Neuere Modelle wie der Actros 4165 SLT verwenden anstatt der WSK eine Turbokupplung mit dem „Verschleißfreien Integrierten Anfahr- und Bremselement“ (VIAB) von Voith Turbo, das effizienter arbeitet und auch auf die 653-PS-Euro-5-Motorvariante mit 3000 Nm Drehmoment ausgelegt ist. Als Getriebe kommt ein Mercedes-Benz Powershift G280-16 mit 16 Gängen zum Einsatz, und ein Retarder unterstützt die Bremssysteme. Angeboten werden drei oder vier Achsen, wovon je nach Wahl zwei, drei oder vier (8x8) angetrieben werden. Das allradgetriebene Vierachser-Topmodell 4165 SLT 8×8 mit einem Leergewicht von 14 Tonnen darf pro Lenkachse eine Achslast von 7,5 Tonnen tragen, pro zwillingsbereifter Hinterachse 13 Tonnen, woraus ein Gesamtgewicht von 41 Tonnen resultiert.
Der Einbau einer vierten Achse erfordert die Verlegung des Kraftstofftanks und anderer normalerweise am Rahmen angebrachter Aggregate, so dass zusammen mit Luftfilter, Auspuff, Hydrauliköltank, Bremsluftkessel, AdBlue-Tank usw. ein typischer „Schwerlastturm“ hinter der Kabine entsteht. Weitere Ausstattungen sind eine wuchtige Frontstoßstange mit Rockinger-Anhängerkupplung oder Schwerlast-Registerkupplung, die das Hintereinanderkuppeln von mehreren Zugmaschinen oder auch das Anschieben einer Last von hinten erlaubt. Eine Ballastbox auf den Hinterrädern nimmt ggf. Gewichte auf, die für bessere Traktion sorgen, wenn kein Sattelauflieger verwendet wird. Die Fahrzeuge werden auch mit Geländebereifung ausgestattet und können in Wüstengebieten eingesetzt werden, etwa für Panzertransporte.

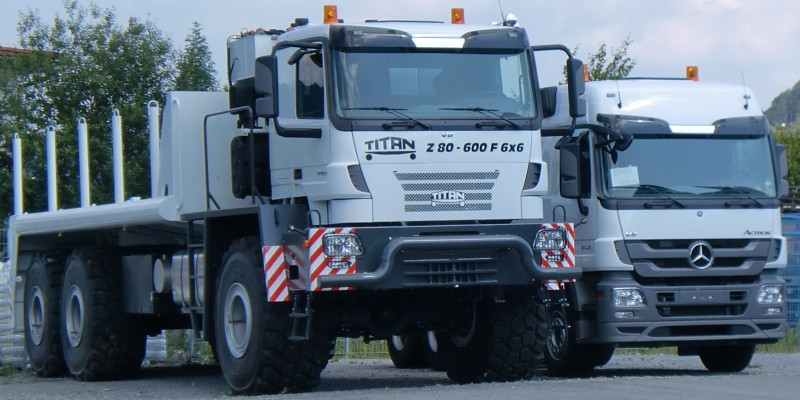
Titan Z80-600F6×6 neben einem Actros. Das übergroße Ölfeldfahrzeug mit 80 t zul. Gesamtmasse hat ein ca. 100 cm breiteres Fahrgestell als der herkömmliche LKW mit dem gleichen Führerhaus. Man beachte die große Bereifung, das Geländer auf dem begehbaren Kotflügel sowie die verlängerten Spiegelausleger

Zudem baut Titan übergroße Schwerlastzugmaschinen und Ölfeldfahrzeuge für Sondereinsätze, insbesondere auf Ölfeldern in Afrika und im arabischen Raum, wo die auf europäischen Straßen geltenden Beschränkungen für Maße, Achslasten und Gewichte nicht eingehalten werden müssen, wenn Bohrtürme über unbefestigte Pisten transportiert werden. Das Ölfeldfahrzeug Titan Z 80 600 F 8x8 mit 350 cm Breite hat bei einem Leergewicht von 30 Tonnen ein zulässiges Gesamtgewicht von bis zu 80 Tonnen und kann bis zu 500 Tonnen ziehen. Die Schwerlastzugmaschine Titan Z 64 600 F 8x8 wiegt leer 22,5 Tonnen, kann 42 Tonnen Sattelaufliegerlast tragen und bis zu 1000 Tonnen ziehen. Bei diesen Fahrzeugen werden Mercedes-Actros-Führerhäuser und -Motoren verbaut sowie Achsen von Kessler + Co. mit Bereifung im Format 29.5 R 25. Die Funktion der Kühlung wird bis 50 °C garantiert, insbesondere bei den Varianten mit Motor unter einer Langhaube vor dem Führerhaus.
Auch für Flugfeldlöschfahrzeuge wie den Rosenbauer Simba 8×8 HRET baut Titan die Fahrgestelle. Zwei leistungsgesteigerte Mercedes-Benz Actros-V8-Motoren im Titan-Chassis T52-1400 8x8 werden über zwei "Allison Transmission 4800 SP"-Drehmomentwandlergetriebe mit Retarder gekoppelt und treiben vier Achsen von Kessler an. Gemäß internationalen Vorschriften muss solch ein Flugfeldlöschfahrzeug in unter 21 Sekunden auf 80 km/h beschleunigen. Im bis zu 52 t schweren Simba bewerkstelligen dies die insgesamt 1400 PS starken Motoren, die zudem eine Höchstgeschwindigkeit von 135 km/h ermöglichen.
Außerdem werden übergroße Gabelstapler gefertigt und Zusatzausstattungen wie Hinterachszusatzlenkungen oder veränderte Führerhäuser.

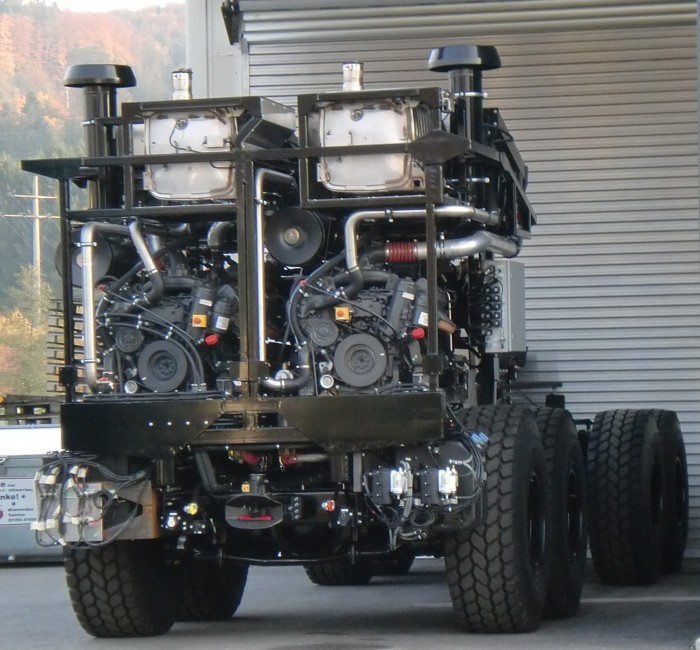
Fahrgestell für einen Rosenbauer Simba 8x8 (HRET) mit zwei V8-Motoren im Heck